# He (naczynie)
He – naczynie rytualne używane w starożytnych Chinach do podawania wina i podgrzewania płynów, jak również do wylewania alkoholu na ziemię podczas obrzędów ku czci przodków. Pierwsze he pojawiły się jako naczynia ceramiczne w okresie chińskiego neolitu (ok. 5000-2000 p.n.e.), na szeroką skalę używano ich podczas panowania dynastii Shang i Zhou; wyrabiane były wówczas z brązu.
He mogły mieć różne kształty, wszystkie charakteryzowały się jednak wyraźnie wystającą szyjką, którą rozlewano płyn, usytuowanym przeciwnie do niej uchwytem, pokrywką i usadowieniem na trzech lub czterech nogach.